# 小田知周

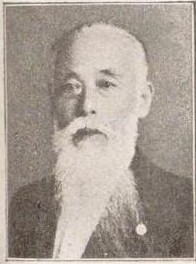
小田知周

小田 知周（おだ ともちか、1851年9月6日（嘉永4年8月11日） - 1919年（大正8年）7月15日）は、日本の政治家。衆議院議員（1期）。

## 経歴
香川県出身。高松藩校弘道館で学ぶ。高松市会議員、同参事会員、愛媛県会議員、香川県会議員、高松商業会議所会頭、高松市長を歴任する。また、高松商業銀行取締役、高松電気軌道、香川新報各(株)社長となる。
1912年の第11回衆議院議員総選挙において高松市選挙区から無所属で立候補して当選した。衆議院議員を1期務め、1915年の第12回衆議院議員総選挙には立候補しなかった。1919年に死去した。